# 皮浪

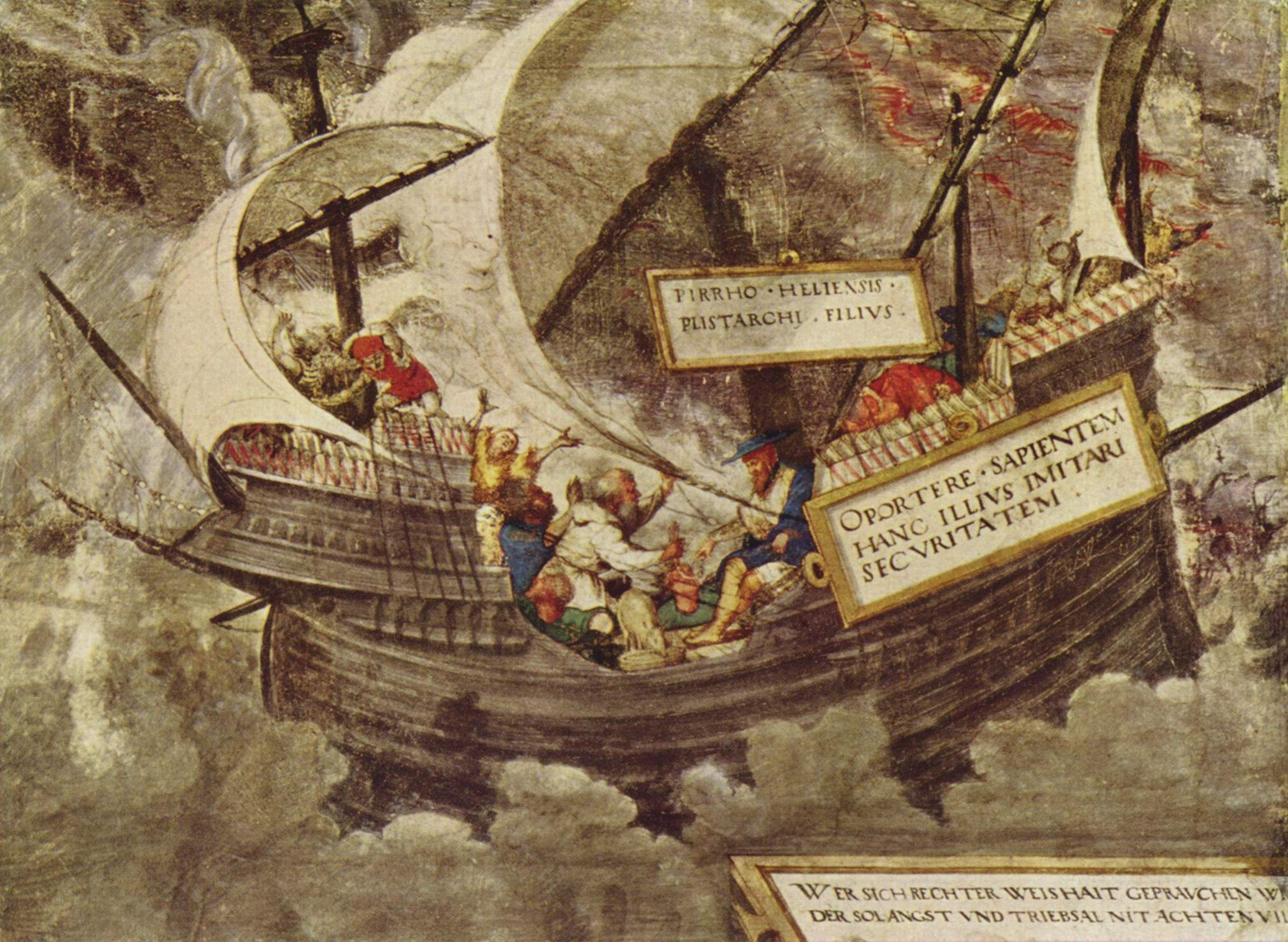
Πύρρων

皮浪（约前360年—约前270年），古希腊懷疑派哲學家，被认为是怀疑论鼻祖。埃奈西德穆的怀疑论学派——皮浪主义——即以其命名。
皮浪提出了悬搁的概念。皮浪认为，我们无法认识事物本身，我们的意见永远是主观的，因此，对待一切事物正确的态度就是悬搁判断。